# Marinefährprahm
De Marinefährprahm (MFP) (Nederlands: Marineveerboot) was het grootste type landingsvaartuig van de Duitse Kriegsmarine tijdens de Tweede Wereldoorlog. Het werd vanaf 1941 ontwikkeld voor de invasie van de Britse eilanden en er werden er gedurende de oorlog meer dan 700 stuks in verschillende versies gebouwd. De eerste kwam in dienst op 16 april 1941. Het bleken veelzijdige en robuuste ontwerpen te zijn, ingezet in veel rollen die oorspronkelijk niet bedoeld waren.
Afhankelijk van het type hadden de MFP’s een transportcapaciteit van ongeveer 85 tot 140 ton en waren ze uitgerust met een opklapbare oprit aan de boeg, die directe toegang tot het vrachtruim mogelijk maakte. Het merendeel van de MFP’s had een lengte van circa 47 m en een breedte van circa 6,5 m. De boten hadden een totale hoogte van circa 4,7 m en een maximale diepgang van circa 1,4 m (vandaar de naam “praam”). Hun identificatieaanduiding bestonden uit de letter F en een driecijferig nummer.

## Varianten

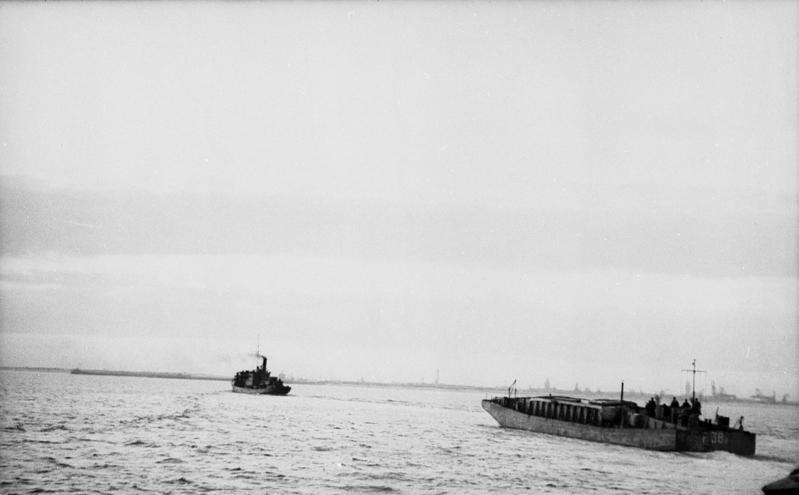
De F38X ergens in Nederland in 1942-43

### Basistypen
De volgende basistypen werden gebouwd:
- Type A: het basisontwerp
  - Type A1: De A1's waren bedoeld voor gebruik bij Operatie Herkules, de geplande Italiaans-Duitse invasie van Malta. Tien werden aangepast om buitgemaakte Sovjet KV-1 of KV-2 zware tanks te vervoeren.
- Type B: De laadruimtevloer werd verlaagd om de vrije hoogte van de laadruimte te vergroten van 2,74 m naar 3,19 m.
- Type C: Hier werd de laadruimtehoogte nog eens met 10 cm vergroot tot 3,29 m.
- Type D: De voorheen volledig geklonken constructie werd omgebouwd naar een gedeeltelijk gelaste profielconstructie. De romp werd verlengd en verbreed met een grotere ingangsbreedte. Het laadvermogen werd verhoogd tot 140 ton.

De MFP’s werden gebouwd op tientallen scheepswerven. Niet alleen Duitse scheepswerven werden gebruikt, maar zeker ook Nederlandse scheepswerven werden volop ingezet.

### Artilleriefährprahm
De Artilleriefährprahm ("artillerieveerboot", AFP) was een kanonneerbootderivaat van de MFP. Deze schepen werden gebruikt voor het begeleiden van konvooien, kustbombardementen en het leggen van mijnen. Ze waren uitgerust met twee luchtafweervierlingen van 2 cm, een kanon van 7,5 cm en twee kanonnen van 8,8 cm.

### Minenfährprahm
Vooral in de Zwarte Zee moest de marine met slechts enkele eenheden veel taken uitvoeren waarvoor geen gespecialiseerde voertuigen beschikbaar waren, bijvoorbeeld mijnen leggen. Hiervoor werd een gespecialiseerde mijnenlegversie van de MFP ontwikkeld. Afhankelijk van het originele type hadden ze de aanvullende aanduiding “Type AM”, “CM” of “DM” (boten van type B werden niet gebruikt). In de grootste versie, “DM”, konden 54 mijnen vooraf over de achterkant worden ingezet via langs de zijkanten geïnstalleerde rails. 

### Type “MZ“ ofwelMotozattera
De Italiaanse marine ontwikkelde landingsvaartuigen voor de bezetting van Malta, die samen met de Duitsers gepland was, op basis van de plannen voor de Duitse MFP Type A. Totaal 95 van deze Motozattera met de identificatie “MZ” werden vanaf 1942 gebouwd.

Zie verder onder bij “Inzet in de Middellandse Zee”.

## Operaties
De MFP’s werden gegroepeerd in twintig afzonderlijke flottieljes (Landungsflottillen), waarbij het eerste flottielje in november 1941 werd opgericht voor operaties in de Zwarte Zee. Elk flottielje kreeg tussen de twintig en dertig MFP’s toegewezen, hoewel sommige vroege flottieljes slechts acht tot tien toegewezen schepen hadden. De standaardrang van de flottieljecommandant was een Oberleutnant zur See of Kapitänleutnant.

### Eerste inzet
Het eerste gebruik van de Marinefährprahm was tijdens Operatie Barbarossa, de Duitse invasie van de Sovjet-Unie. Twaalf Marinefährprähme van Erprobungsverband Ostsee werden gebruikt tijdens Operatie Beowulf II als onderdeel van de Duitse invasie van de Moonsund-eilanden op 14 september 1941. 

### Inzet op de Zwarte Zee
Vanaf mei 1941 werden 93 MFP's voor de Kriegsmarine gebouwd op Bulgaarse scheepswerven in Varna (staatsscheepswerf, Koralowag-scheepswerf, marinearsenaal), waarbij veel componenten en uitrusting vanuit Duitsland werden geleverd. Minstens 32 MFP's en AF's werden tot zinken gebracht tijdens gevechtsoperaties in de Zwarte Zee en nog eens 19 op de Donau. De Marinefährprähme verleenden logistieke steun tijdens de belegering van Sebastopol in juni 1942. Vierentwintig Marinefährprähme van het 1e Landungsflotille vervoerden een Kampfgruppe van de 46e Infanteriedivisie over de Straat van Kertsj naar het schiereiland Taman als onderdeel van Operatie Blücher II in de nacht van 2 september 1942. Tussen januari en oktober 1943 werden Marinefährprähme gebruikt om het 17e Leger te bevoorraden en later te evacueren vanaf het Koebanbruggenhoofd. In februari 1944 werden drie MFP's gekocht door de Roemeense marine en omgedoopt tot PTA-404, PTA-405 en PTA-406. Eind augustus 1944 werden 28 MFP's voor de kust van Varna tot zinken gebracht. Sommigen van deze werden na de oorlog gelicht en onder de aanduiding BDB opgenomen in de Sovjetvloot. Er werden zes MFP's aan de Bulgaarse marine gegeven. Elf MFP's die in Varna nog in aanbouw waren, werden na voltooiing ook Sovjetbuit. Totaal waren vier Landungsflottillen in de Zwarte Zee actief.

### Inzet in Het Kanaal en Noordzee
In de Kanaalhavens, België en Nederland waren ook MFP’s ingezet. In 1944, zeker na de verovering van de meeste havens door de geallieerden, werden de twee Landungsflottillen die in dit gebied actief waren, naar de Oostzee getransporteerd.

### Inzet in de Middellandse Zee

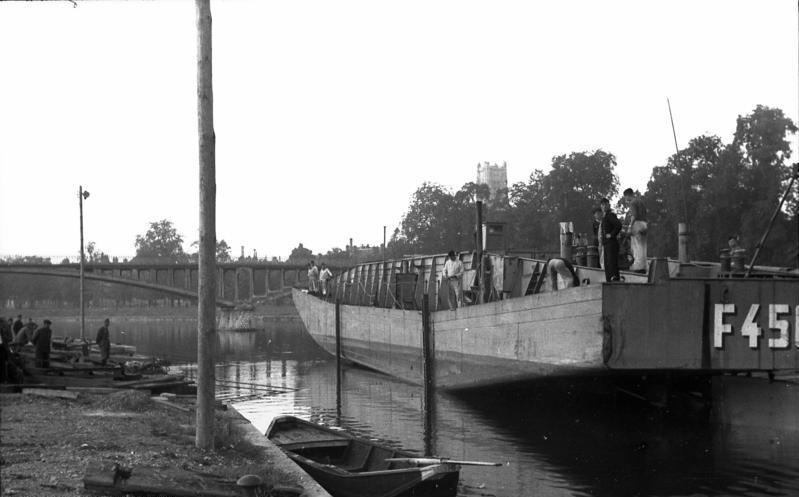
MFP op doorvaart in Frankrijk

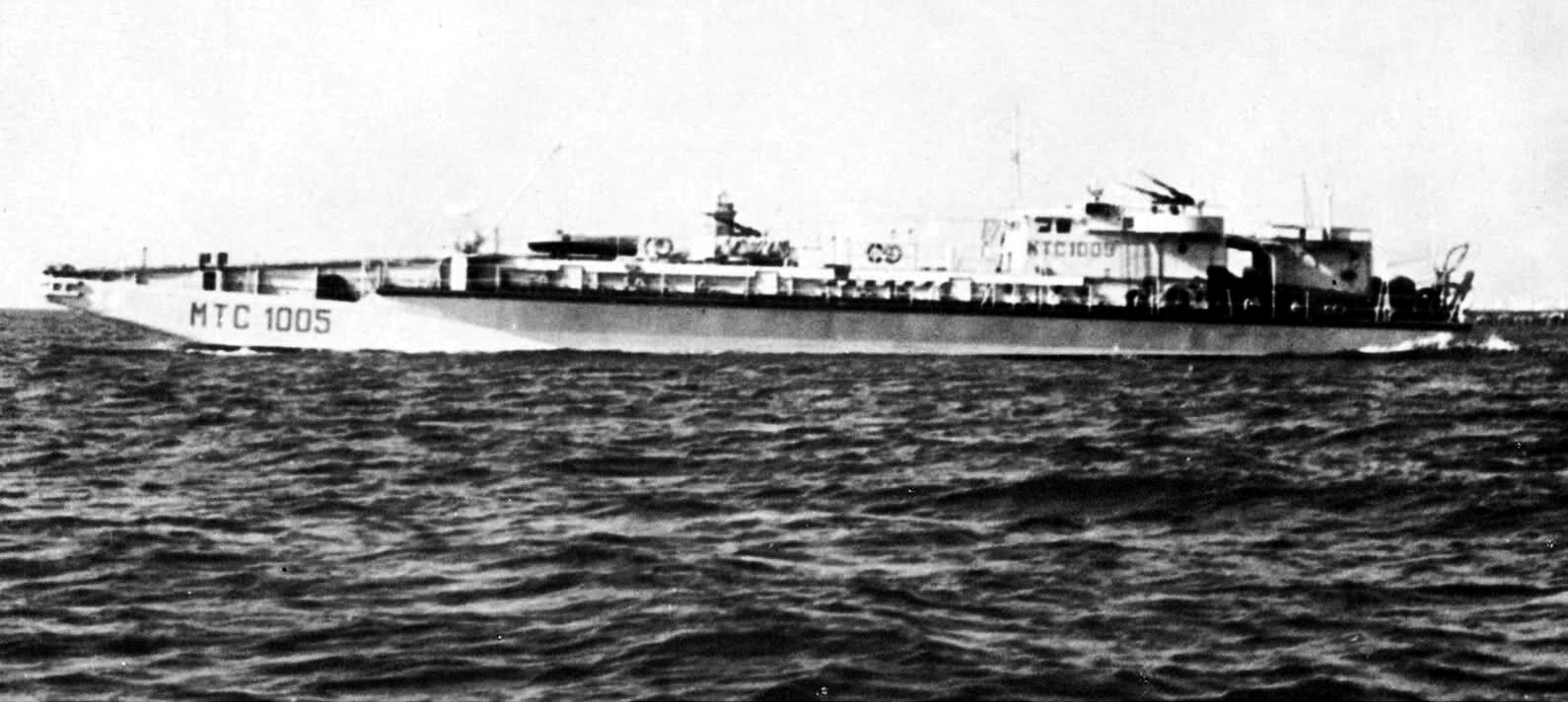
De MZ 737, later omgedoopt tot MTC 1005

Eind 1941, speciaal voor Operatie Herkules/Operazione C3, de invasie van Malta, verkreeg de Regia Marina de tekeningen van de MFP-A van de Kriegsmarine en plaatste een eerste bestelling voor 65 schepen van Type “MZ A”, genummerd van 701 tot 765. Deze Bette MZ (in de volksmond "motozattere") werden gebouwd op Italiaanse scheepswerven, voornamelijk in en rond Palermo, en gaven de Regia Marina de amfibische mogelijkheid om infanterie, gepantserde voertuigen en voorraden op stranden te landen. 
De kiellegging van de eerste motozattera was in maart 1942. In juli van dat jaar, de maand die gepland was voor de invasie op Malta, waren de meeste gereed, maar op 27 juli werd de invasie voor onbepaalde tijd uitgesteld. Zo’n 50 MZ’s en 20 door de Duitsers geleverde MFP’s stonden intussen hiervoor gereed. Veel van de Italiaanse MZ's werden daarna ingezet om voorraden van Italië naar Libië en tussen havens langs de Libische kust te vervoeren om de opmars van Pantserleger Afrika naar Egypte te ondersteunen. Later werd ook Tunesië bevoorraad. Totaal ging twee derde van de vaartuigen verloren in deze operaties. In september 1942 werden nog eens veertig MZ's (761–800) besteld van een iets aangepaste versie, Type “MZ B”. Een derde serie van veertig MZ's werd in juni 1943 besteld, maar geen enkele werd ooit voltooid.  
Na de Duitse bezetting van Italië eind 1943 werden de resterende “Motozattera” overgenomen door de Kriegsmarine en bleven ze opereren als MFP's met de eerdere Italiaanse identificatie. Totaal 16 MZ’s werden door de bemanningen overgeleverd aan de geallieerden en deden daar dienst onder de naam “MTC”. Aan het eind van de oorlog waren er nog negen actief. Totaal waren vier Landungsflottillen in de Middellandse Zee actief.

### Inzet in Noorwegen
De Noorse kust, met zijn talloze eilanden, was een gebied waar de MFP’s goed tot hun recht kwamen, meest in de bevoorradingsrol. Ook waren de MFP’s actief bij de terugtocht van de Duitse troepen uit Lapland (Operatie Birke). Totaal waren vijf Landungsflottillen in de Noorwegen actief.

### Inzet in de Oostzee
De MFP’s werden ook intensief ingezet in de Oostzee. Met name tijdens de evacuatie van de Duitse burgers en militairen uit Oost- en West-Pruisen in begin 1945 (Operatie Hannibal en Operatie Walpurgisnacht) kwamen de MFP’s vaak in actie en hebben vele mensenlevens gered. Totaal waren zes tot acht Landungsflottillen in de Zwarte Zee actief.

## Bemanning
De basisversie was bemand met twee onderofficieren en tien manschappen. Door de toenemende bewapening werd extra personeel noodzakelijk. De bemanning groeide tot 17 en uiteindelijk tot 25 man, in de versie als artillerieveerboot nog meer afhankelijk van de bewapening.